# فهرست وابسته‌های دیپلماتیک در تاجیکستان

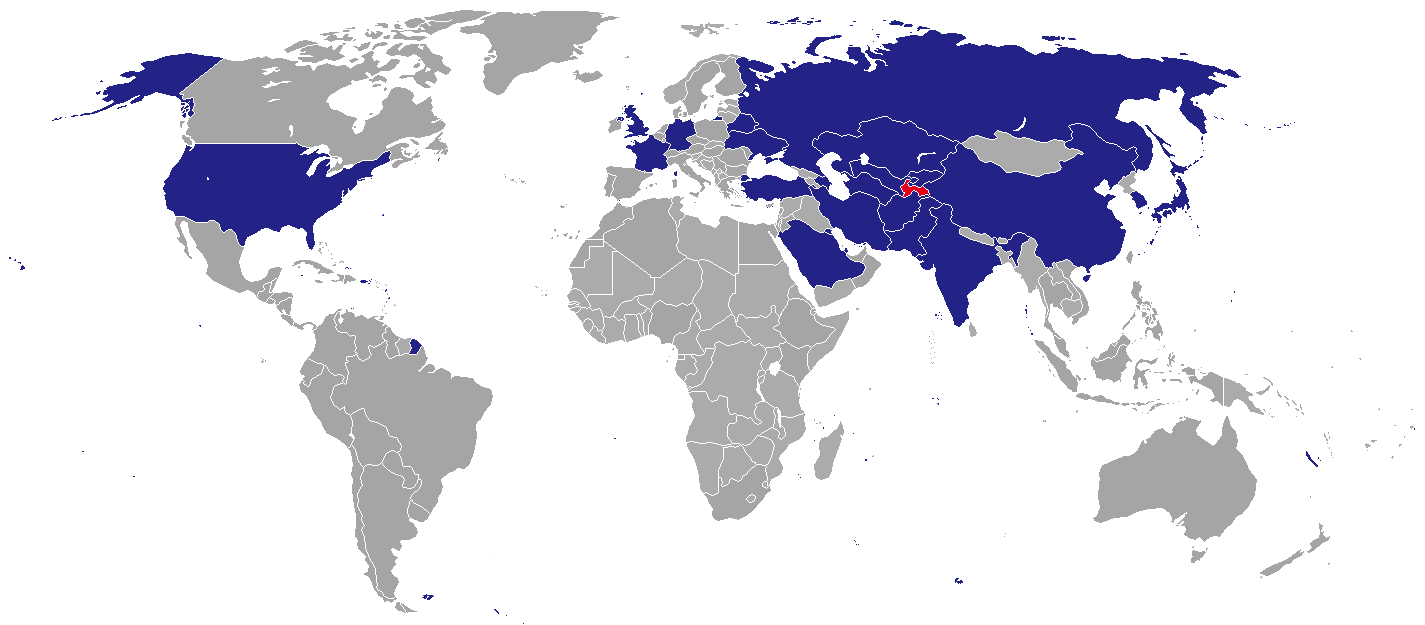
نقشه نمایندگی‌های دیپلماتیک در تاجیکستان

این مقاله در مورد نمایندگی‌های دیپلماتیک در تاجیکستان بحث می‌کند. در حال حاضر، ۲۲ سفارت در دوشنبه وجود دارد. بسیاری از کشورها سفارتهای غیر مقیم برای تاجیکستان دارند که در خارج از کشور مستقر هستند.
کنسولگری‌های افتخاری از این مقاله مستثنی هستند.

## سفارت‌ها دردوشنبه
1. عربستان سعودی[۱]
2. افغانستان
3. جمهوری آذربایجان[۲]
4. بلاروس
5. چین
6. فرانسه
7. آلمان
8. هند
9. ایران
10. ژاپن
11. قزاقستان
12. قرقیزستان
13. پاکستان
14. قطر
15. روسیه
16. کره جنوبی
17. ترکیه
18. ترکمنستان
19. اوکراین[۳]
20. بریتانیا
21. ایالات متحده آمریکا
22. ازبکستان

## کنسولگری‌ها

### خجند
- روسیه

### خاروغ
- افغانستان

## نمایندگی
- اتحادیه اروپا

## نمایندگی‌های دیپلماتیک غیرمقیم
شهرهای محل سکونت داخل پرانتز هستند
- الجزایر (تاشکند)
- آرژانتین (اسلام‌آباد)[۴]
- ارمنستان (عشق‌آباد)[۵]
- استرالیا (مسکو)[۶]
- اتریش (نورسلطان)[۷]
- بنگلادش (تاشکند)
- بلژیک (نورسلطان)[۸]
- بوسنی و هرزگوین (تهران)[۹]
- برزیل (اسلام‌آباد)[۱۰]
- بلغارستان (نورسلطان)[۱۱]
- جمهوری آفریقای مرکزی (مسکو)
- کانادا (نورسلطان)[۱۲]
- کرواسی (آنکارا)[۱۳]
- کوبا (نورسلطان)[۱۴]
- قبرس (مسکو)[۱۵]
- جمهوری چک (تاشکند)[۱۶]
- کیپ ورد (مسکو)
- چاد (مسکو)
- دانمارک (مسکو)[۱۷]
- مصر (تاشکند)
- فنلاند (هلسینکی)[۱۸]
- گرجستان (تاشکند)[۱۹]
- یونان (مسکو)[۲۰]
- هائیتی (سئول)
- هنگ کنگ (پکن)
- مجارستان (نورسلطان)[۲۱]
- هندوراس (سئول)
- ایسلند (مسکو)[۲۲]
- اندونزی (نورسلطان)
- جمهوری ایرلند (مسکو)[۲۳]
- اسرائیل (تاشکند)[۲۴]
- ایتالیا (تاشکند)[۲۵]
- اردن (تاشکند)
- کنیا (مسکو)
- لتونی (تاشکند)[۲۶]
- لیتوانی (نورسلطان)[۲۷]
- مالی (مسکو)
- مالدیو (دهلی نو)
- مالزی (تاشکند)[۲۸]
- مکزیک (تهران)[۲۹]
- مراکش (نورسلطان)
- هلند (نورسلطان)[۳۰]
- نپال (مسکو)
- نروژ (نورسلطان)[۳۱]
- عمان (تهران)
- تشکیلات خودگردان فلسطین (تاشکند)[۳۲]
- پرتغال (مسکو)[۳۳]
- پاراگوئه (مسکو)
- فیلیپین (اسلام‌آباد)[۳۴]
- لهستان (تاشکند)[۳۵]
- رومانی (نورسلطان)[۳۶]
- صربستان (مسکو)[۳۷]
- اسلواکی (تاشکند)[۳۸]
- اسلوونی (مسکو)[۳۹]
- آفریقای جنوبی (نورسلطان)[۴۰]
- اسپانیا (نورسلطان)[۴۱]
- سری‌لانکا (اسلام‌آباد)[۴۲]
- سوئد (استکهلم)[۴۳]
- سیرالئون (تهران)
- سوئیس (نورسلطان)[۴۴]
- سنگال (تهران)
- سودان (مسکو)
- سوریه (مسکو)
- تایوان (آنکارا)[۴۵]
- تایلند (نورسلطان)
- توگو (دهلی نو)
- تانزانیا (دهلی نو)
- امارات متحده عربی (تاشکند)
- اروگوئه (مسکو)
- ویتنام (مسکو)
- یمن (اسلام‌آباد)
- زامبیا (مسکو)
- زیمبابوه (تهران)